# Église Saint-Laurent de Roure
L'église Saint-Laurent est une église à Roure dans les Alpes-Maritimes. L'édifice est inscrit au titre des monuments historiques le 3 novembre 1987.

## Historique

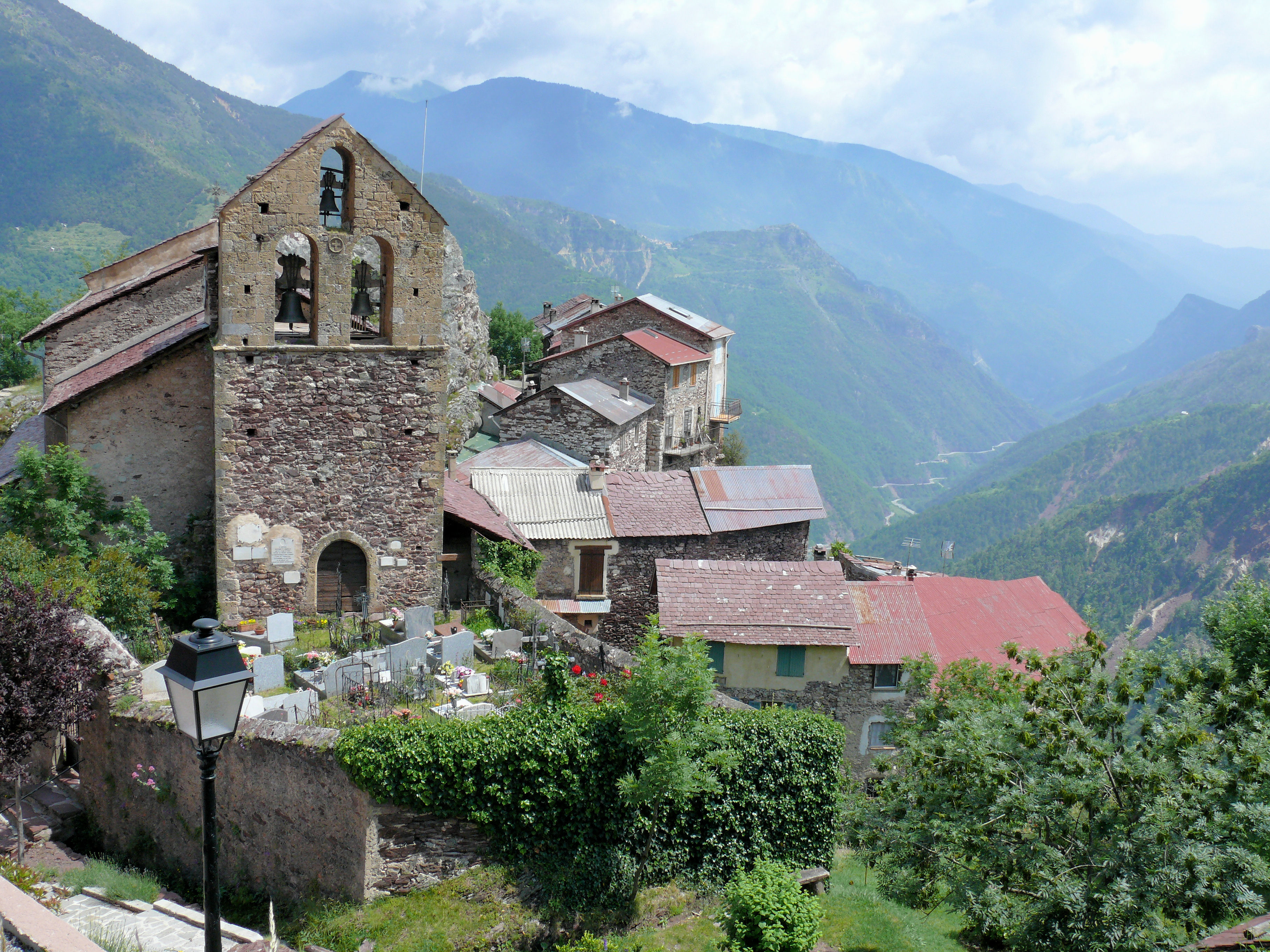
La façade de l'église précédente, avec l'ancienne entrée côté cimetière

Un prieur est mentionné pour l’église de Roure, en 1351. Cette église est une fondation médiévale. 
L'église conserve quelques éléments du bâtiment initial, dont la façade de style roman du côté du cimetière avec le clocher-mur à trois baies mais qui datent probablement du XIVe siècle.
L’édifice a été reconstruit à la fin du XVIIe siècle dans le goût baroque en inversant son orientation.

## Décoration
Cette église conserve plusieurs polyptyques : 
- polyptyque de saint Laurent entouré d’autres figures de saints, œuvre probable d’un artiste ligure du XVIe siècle[2]
- polyptyque de l’Assomption attribué à l’atelier de François Bréa, réalisé vers 1560[3].

- tableau Ecce homo accompagné des saints Michel et Gabriel Archanges, Marc et Brigitte avec un découpage semblable aux polyptyques. Ce tableau a été peint en 1634 par Jean Rocca (actif entre 1608 et 1654)[4].

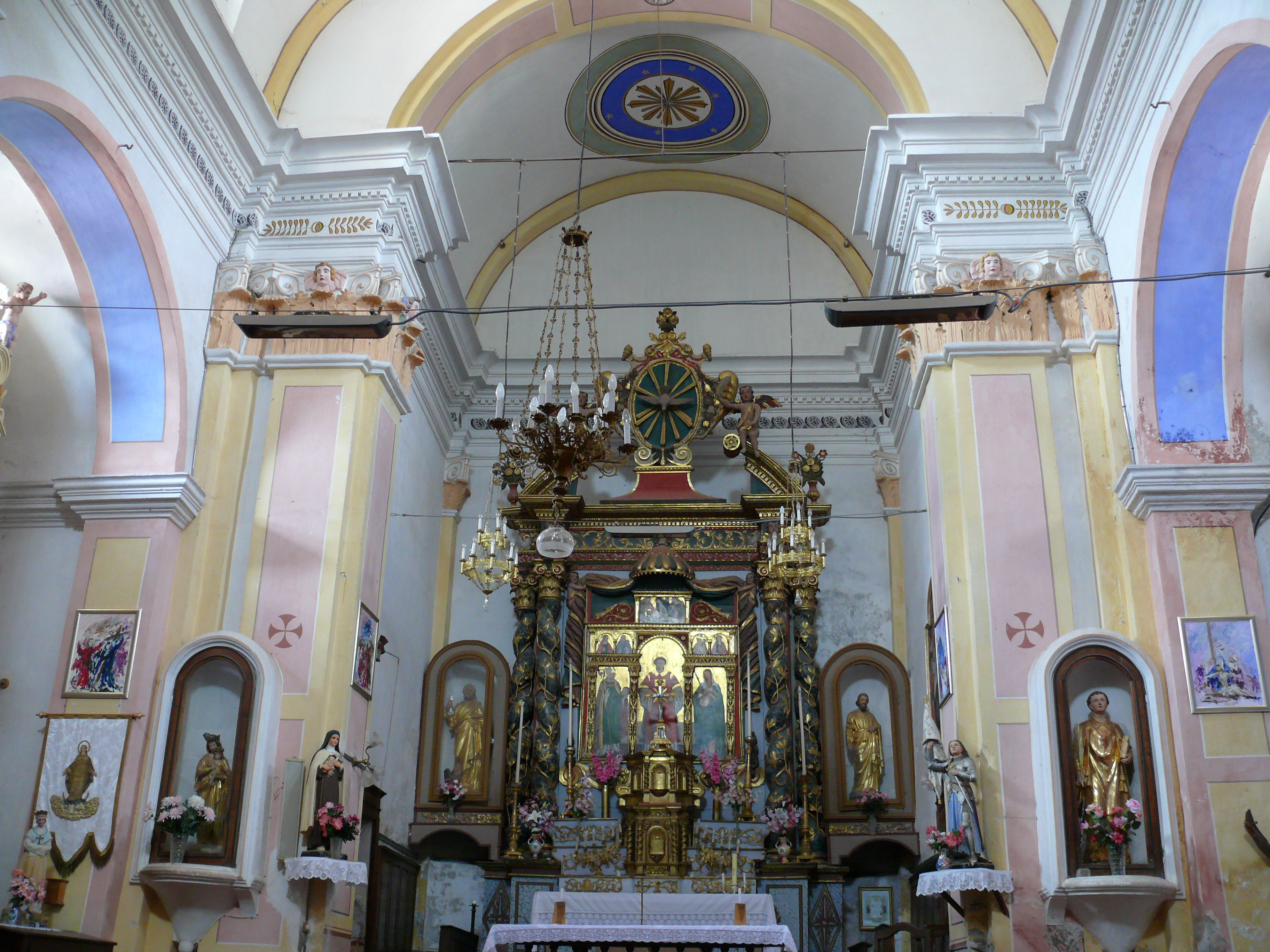
La nef de l'église baroque
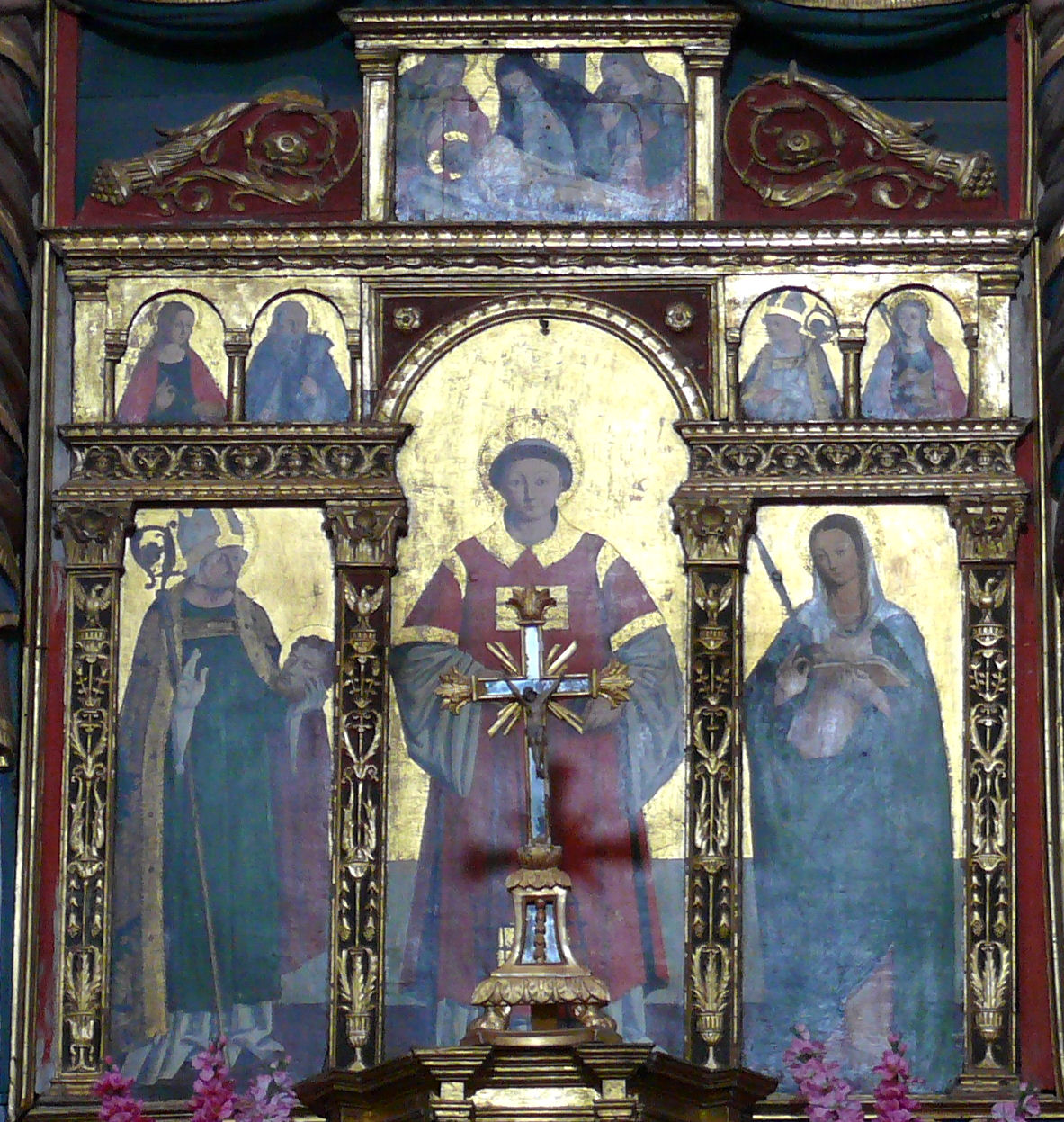
Polyptyque Saint-Laurent
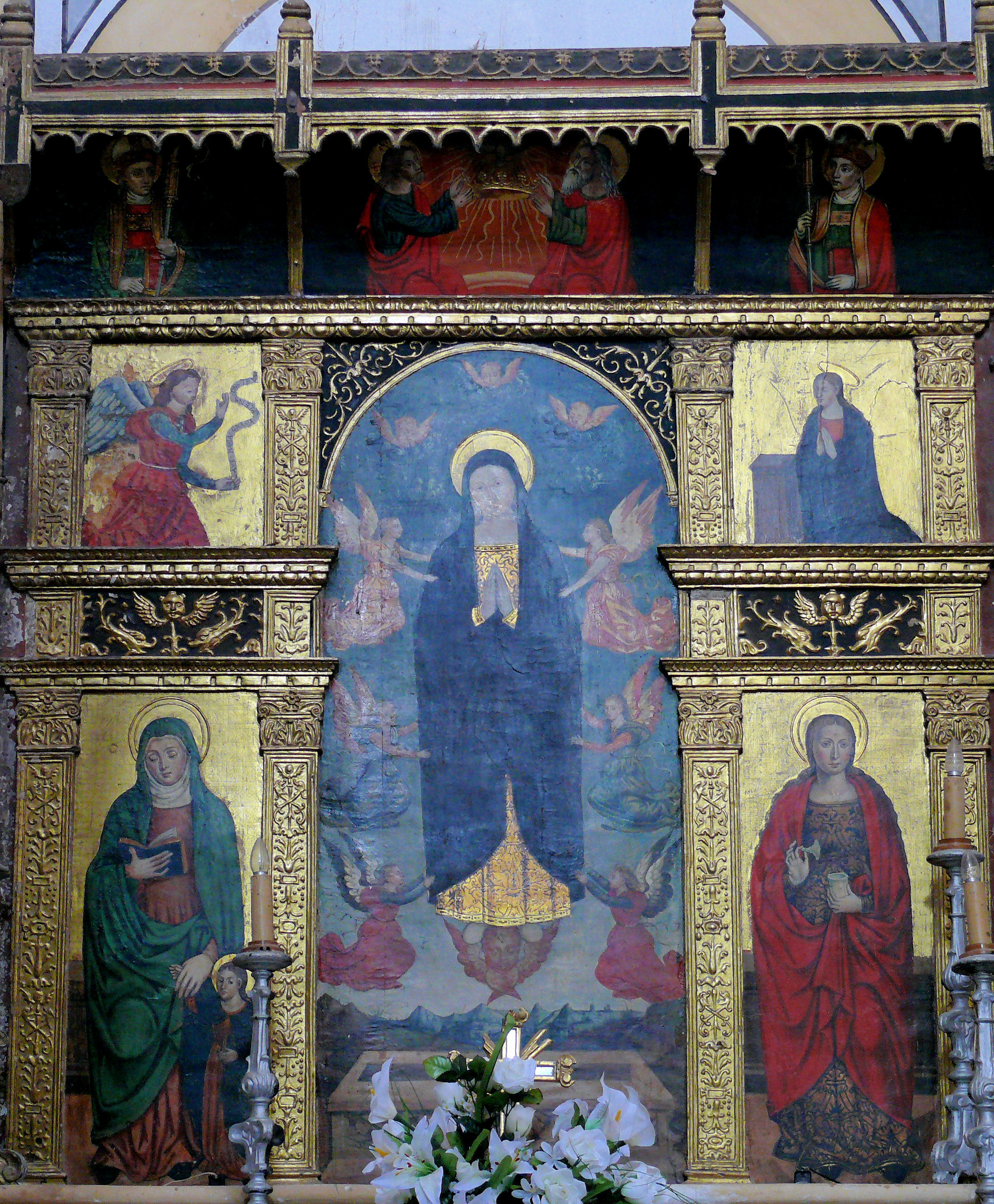
Polyptyque de l'Assomption
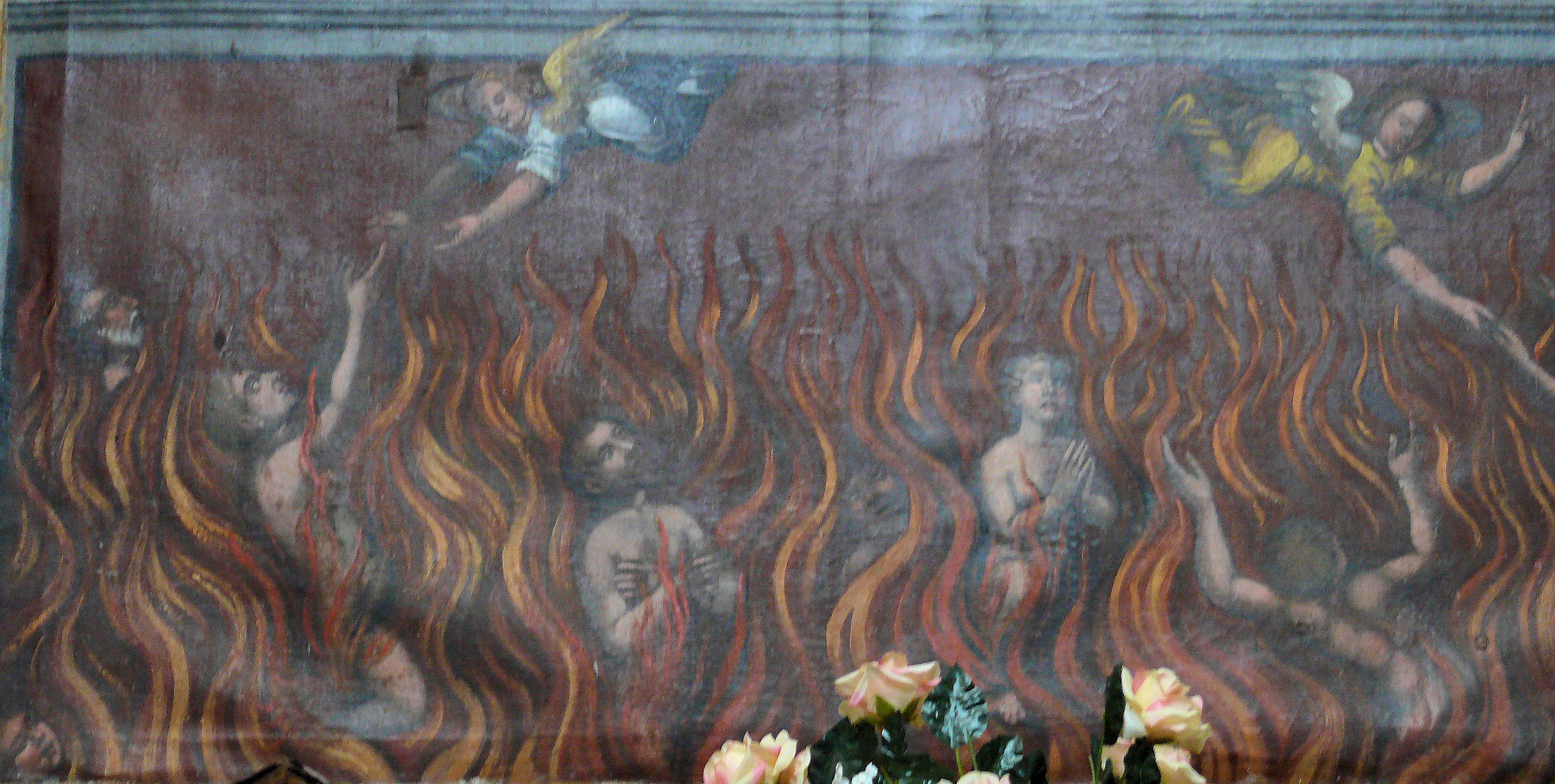
Ecce Homo, partie inférieure du tableau : Anges sauvant les âmes de l'Enfer Jean Rocca (1634)

### Biographie
- Philippe de Beauchamp, L'art religieux dans les Alpes-Maritimes, p. 88, Édisud, Aix-en-Provence, 1983  (ISBN 2-85744-485-0)
- Luc Thévenon, l'art du Moyen Âge dans les Alpes méridionales, p. 44-45, Éditions Serre, Nice, 1983 (ISBN 2-86410-047-9) ; p. 94
- Christiane Lorgues-Lapouge, René Lorgues, Comté de Nice baroque - Tome 1 : La vallée de la Tinée, p. 64-66, Encyclopædia Niciensis, Volume V, Serre éditeur, Nice, 2004  (ISBN 2-86410-416-4) ; p. 99